# نعمت قسومة
نعمت قسومة هي مغنية وممثلة سورية مولودة في حلب عام 1934.

## عن حياتها
وُلدت نعمت قسومة في حلب عام 1934، اسمها الفنى ندى تزوجت من المطرب والملحن السورى محمد ضياء الدين وكونت معه ثنائيا غنائيا عرف في مصر باسم ضياء وندى.

## حياتها الفنية
من مصر ذاع صيتها في الوطن العربي، وكانت قد جاءت إلى مصر إبان الوحدة مع سوريا في 22 فبراير من عام 1958. ومن أغانيها مع ضياء (على دلعونه - مهلك ماهليه-اطلبى وأتمنى - يالابينا نجرى - يالطيف - أناشوقى بيكتر - حبيتك عشرين في الميه). وقد اشتركت ندى بالسينما المصرية بالغناء في فيلم الراهبة عام 1965 كما اشتركت في فيلمي شجرة العائلة ويا حبيبي عام 1960 بالتمثيل والغناء إذ أدّت دور بسكوته في فيلم يا حبيبي وغنت إيه حكايتك ويايا من بدرى ماشى ورايا.

## قائمة أعمالها

### الأفلام (تمثيل)
- شجرة العائلة - 1960 - فيلم
- يا حبيبي - 1960 - فيلم

### الأفلام (غناء)
- الراهبة - 1965 - فيلم - (غناء)

## وصلات خارجية
- نعمت قسومة على موقع IMDb (الإنجليزية)
- نعمت قسومة على موقع قاعدة بيانات الأفلام العربية